# Équipe du Paraguay de beach soccer
 (décembre 2023).
L'équipe du Paraguay de beach soccer est constituée par une sélection des meilleurs joueurs paraguayens sous l'égide de la Fédération du Paraguay de football.

## Histoire
Au moment de prendre part à sa première coupe du monde en 2013, le Paraguay n'a jamais atteint les demi-finales dans toutes ses participations antérieures aux qualifications pour le Mondial. À Tahiti 2013, l'Albirroja dispute donc sa première phase finale. Elle donne déjà un aperçu de son talent en novembre 2012, en remportant la première édition des Jeux bolivariens après avoir battu notamment le Salvador, quatrième à la Coupe du monde 2011. L'équipe de Cayo Villalba monte en puissance lors du tournoi qualificatif. Elle décroche son billet pour les demi-finales lors du dernier match de groupe, en battant le Chili (9-6), ce qui lui permet de prendre la deuxième place de sa poule. Mais sa victoire la plus importante a lieu en demi-finale, où elle bat le Brésil aux tirs au but après avoir tenu en échec le spécialiste mondial de la discipline sur le score de (6-6, 1-0). Pour le Paraguay, ce succès contre l'ogre brésilien est synonyme de qualification pour Tahiti 2013. La défaite en finale contre l'Argentine (2-6) ne terni pas un parcours guarani de toute beauté dans les qualifications sud-américaines. Au vu de son excellent bilan sur le plan offensif lors des qualifications sud-américaines, où elle a terminé avec la deuxième meilleure attaque derrière le Brésil et à égalité avec l'Argentine (24 buts inscrits), l'Albirroja doit surtout travailler dans le secteur défensif, aspect toujours important en Coupe du monde de Beach Soccer de la FIFA. L'inconnue est de savoir comment le Paraguay gérera son manque d'expérience dans cette compétition.
Tombé dans un groupe relevé composé des puissants russes, favori de la compétition, ainsi que du Japon, quadruple champion d'Asie, et de la Côte d'Ivoire, vice-championne d'Afrique en titre. Les Guaraní ne passent pas la phase de groupe malgré une première victoire contre les africains (10-6) suivie de deux défaites : 3-1 contre les nippons et 4-3 après prolongation contre les champions du monde en titre.

## Palmarès
- Coupe du monde
  - 1er tour en 2013

- Championnat CONMEBOL
  - Finaliste en 2013

## Équipe
Sélection ayant participé à la Coupe du monde 2013
| N° | Nom                | Poste      |
| -- | ------------------ | ---------- |
| 1  | Ivan Fernández     | Gardien    |
| 2  | Juan López         | Ailier     |
| 3  | Gustavo Benítez    | Défenseur  |
| 4  | Dario Herrera      | Pivot      |
| 5  | Mariano Barrientos | Défenseur  |
| 6  | Pedro Morán        | Ailier     |
| 7  | Édgar Barreto      | Ailier     |
| 8  | Sebastian Amarilla | Ailier     |
| 9  | José Echeverría    | Pivot      |
| 10 | Orlando Zayas      | Ailier     |
| 11 | Luis Pereira       | Ailier     |
| 12 | Augusto Ayala      | Gardien    |
|    | Cayo Villalba      | Entraineur |